# Mariastein (Autriche)
 (juin 2023).
Si vous disposez d'ouvrages ou d'articles de référence ou si vous connaissez des sites web de qualité traitant du thème abordé ici, merci de compléter l'article en donnant les références utiles à sa vérifiabilité et en les liant à la section « Notes et références ».
Mariastein est une commune autrichienne du district de Kufstein dans le Land de Tyrol.

## Géographie

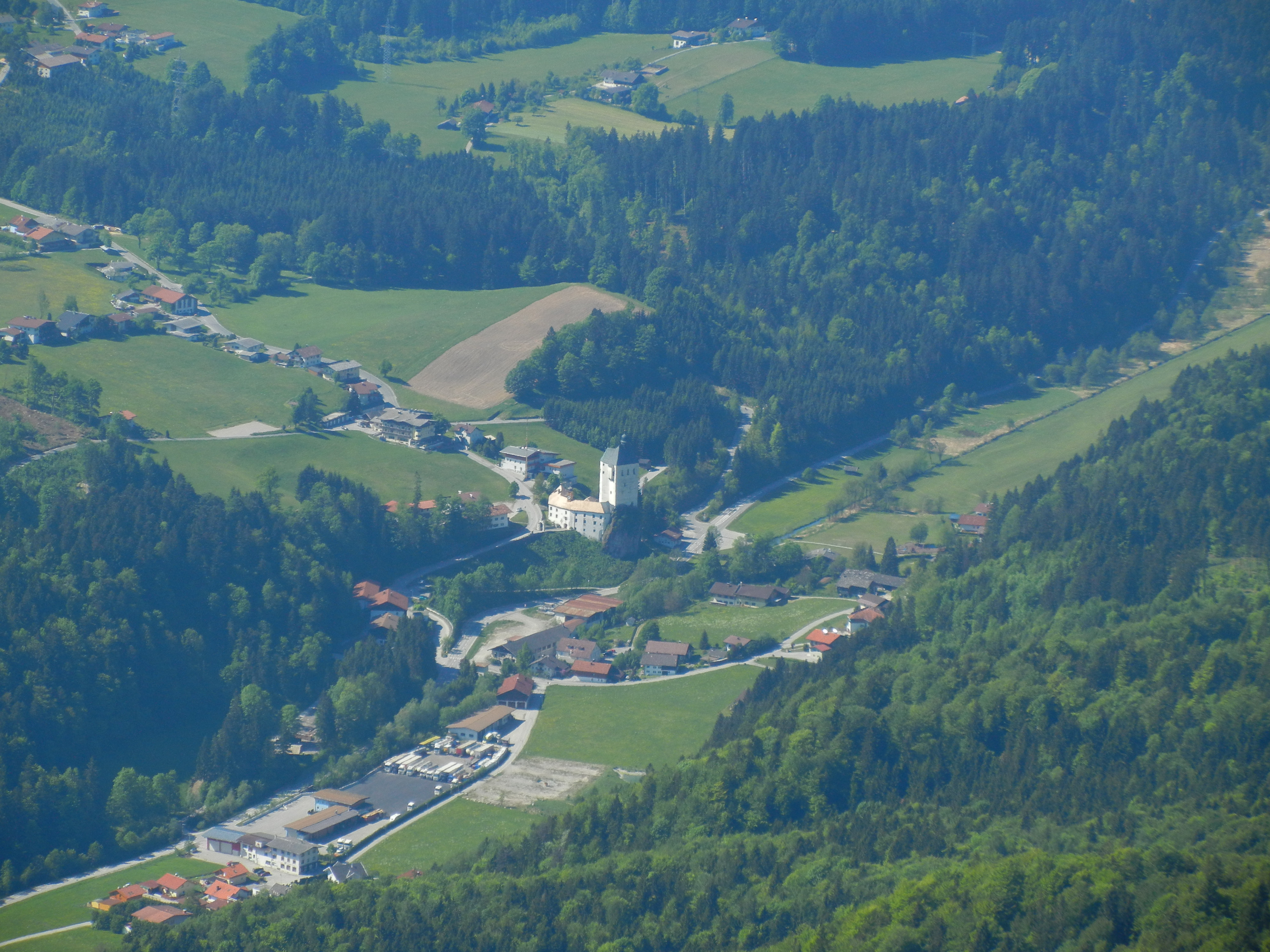
Vue sur Mariastein.

Le petit territoire communal s'étend au-dessus de la vallée de l'Inn (Inntal) à l'est d'Innsbruck, au pied des Alpes de Brandenberg. Située à 575 m d'altitude, Mariastein nichée dans les vastes forêts situées au long de l'Inn est l'un des lieux de pèlerinage les plus célèbres du Tyrol.

## Histoire
L'église au château de Stayn, construit vers 1361 pour contrôler la route commerciale entre Innsbruck et Rosenheim, se dresse sur un rocher de 14 m. Dès l'an 1379, le fort était la possession des ducs de Bavière ; le duc Henri XVI l'a vendu en 1448. La chapelle est un lieu de pélérinage populaire depuis la fin du XVIe siècle. 150 marches permettent d'accéder à la tour de 42 m.

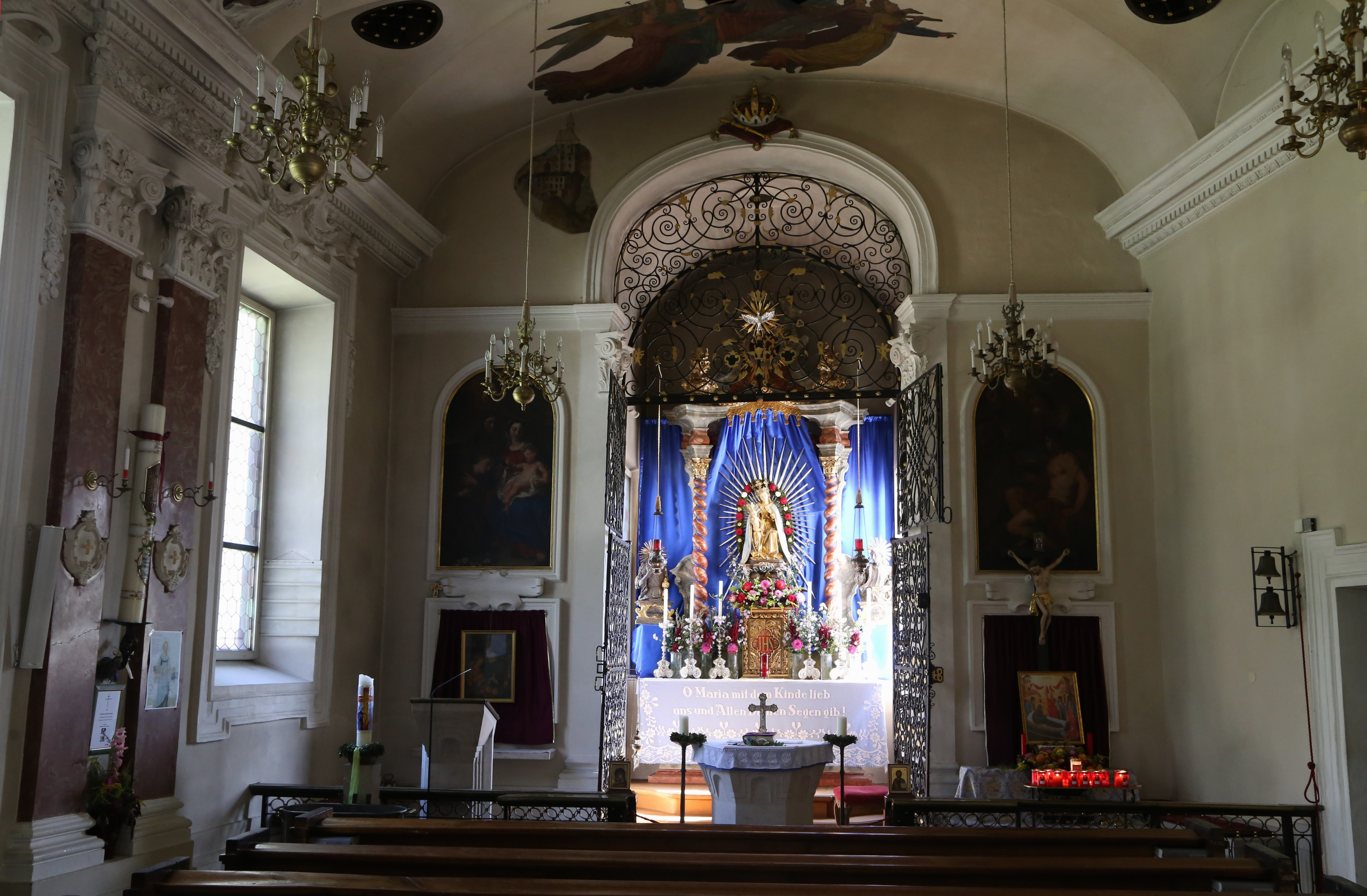
La sanctuaire de Mariastein.

En 1835, le bâtiment a été repris par l'archidiocèse de Salzbourg. Aujourd'hui sont exposés au musée du château des objets sacrés en or et en argent, des tablettes de pélérinage, des instruments de musique et du heurtoir symbolisant le droit d'asile. Deux chefs-d'œuvre particuliers : les insignes nationaux du Tyrol avec la couronne d'archiduc et le sceptre donnés par le souverain Maximilien III d'Autriche, maître allemand e l'ordre Teutonique vers 1600.